# Oithona tenuis
Oithona tenuis är en kräftdjursart som beskrevs av Rosendorn 1917. Oithona tenuis ingår i släktet Oithona och familjen Oithonidae. Inga underarter finns listade i Catalogue of Life.